# Saran (sobrenome)
Família nobre da Casa Saran estabelecido na Grã-Bretanha por vários séculos que conta entre os seus membros os Senhores da Soulan e Pontpiétin (Freguesia Blain). Grã-Bretanha tem sido um ducado mais ou menos autônomo, embora seus duques Yale para formar um ramo da casa real da França, que se apaga com o famoso Duquesa Anne. Esta casou sucessivamente Charles VIII e de Louis XII em 1491 em 1499. Nesta segunda união nasceu uma filha, rainha Cláudia, cujo casamento com Francisco I definitivamente selar a união da Bretanha para a França, em conformidade com suas franquias A Casa Saran se desvanece em aproximadamente 1789 com A Queda da Bastilha. Após este em meados de 1800, os seus descendentes se refugiaram por toda Europa (Itália, França e Grã-Bretanha) , e Oriente Médio. Há registros da chegada na America do Sul (Brasil, Argentina e Paraguai) de seus descendentes a partir de 1910.
Saran é um sobrenome bastante incomum e até mesmo raro.
É provável que existam duas vertentes para este sobrenome:
- Em uma delas é possível encontrar pessoas na região do Veneto na Itália, nomeadamente Vicenza, Treviso e Veneza. Também na capital e interior do estado de São Paulo, nomeadamente Casa Branca, Ribeirão Preto, Campinas, Jardinopólis e Brodowski entre outras, além de diversas cidades no sul do país, todos provenientes da Itália. O mesmo também ocorre na Argentina e Paraguai. Sua origem é desconhecida, possuindo informações desencontradas de imigrações provenientes do leste europeu e oriente médio.

Na cidade de Veneza, região de Veneto na Itália vivem cerca de 100 pessoas com sobrenome Saran, sendo 180 listadas em todo o país.
No Brasil cerca de 290 pessoas com sobrenome Saran são indicadas como possuidoras de telefone fixo.
- A segunda vertente é de pessoas da Índia, com muitos deles atualmente vivendo nos Estados Unidos da América.

Pouca ou nenhuma informação é disponível, a maioria baseada em relatos e histórias de veracidades pouco comprovaveis.